# حق فنی
حق فنی مبلغی است که در ازای تحویل هر نسخه به بیمار در ایران از مردم دریافت می‌گردد. قانونی بودن دریافت این مبلغ از سوی تمام نهادهای نظارتی ایران رد شده است. این تعرفه در سال ۱۳۶۵ بدون پشتوانه قانونی و در شرایط بحرانی جنگی ابداع شد. در شرایط جنگی که دولت به‌عنوان دارنده اغلب کارخانجات دارو با توجه به نرخ بیکاری بسیار بالا و ثابت نگه داشتن دستمزد کارگران و شرایط وخیم جنگ قیمت داروها را برای سالها ثابت نگه داشته بود جهت تأمین هزینه‌های داروخانه این مبلغ را وضع کرد. این مبلغ از ۵ تومان در سال ۱۳۶۵ آغاز گردید که در سال ۱۳۹۳ به ۱۶۰۰ تومان برای نسخه در روز و ۱۹۰۰ تومان برای هر نسخه در شب رسید. وزارت بهداشت در سال ۱۳۹۴ این مبلغ را برای داروخانه‌های دولتی ۸۸۰ تومان و داروخانه‌های غیردولتی ۲۰۰۰ تومان تعیین کرد. در سال ۱۳۹۹ نیز برای نسخه‌های دارای ۳ دارو و بالاتر این مبلغ ۵۱۸۴۰ریال یعنی بیش از هزار برابر سال ۱۳۶۵ تعیین شده‌است.
در سال ۱۴۰۳ این مبلغ برای هر نسخه در بخش خصوصی، ۱۹۸ هزار و ۸۵۰ ریال، خیریه ۱۸۶ هزار و ۵۰ ریال، عمومی غیردولتی ۱۴۹ هزار و ۵۰ ریال و داروخانه‌های دولتی ۸۱ هزار و ۸۰۰ ریال تعیین شده است.
با پایان یافتن شرایط جنگی واگذاری بسیاری از کارخانجات به بخش خصوصی و آزادسازی قیمت دارو داروسازان و داروخانه داران توانستند با لابی گسترده در وزارت بهداشت و سایر ارگانهای کشور دریافت این مبلغ غیرقانونی را تثبیت کنند. حتی رای دیوان عدالت اداری مبنی بر غیرقانونی بودن این دریافت در سالهای ۱۳۸۳ و ۱۳۹۳ باز هم داروسازان با لابی وزارت بهداشت حاضر به دست کشیدن از این رقم نشدند. داروخانه‌ها بجز این مبلغ درصدی نیز تحت عنوان فروش داروی بدون نسخه OTC از مردم دریافت می‌کنند. سازمان بازرسی کل کشور و مرکز پژوهشهای مجلس نیز در یافت این مبلغ پس از جنگ را غیرقانونی اعلام کردند.
به ادعای داروسازان این مبلغ برای مشاوره دارویی دریافت می‌شود، اما به گفته مردم در شب‌ها و ایام تعطیل عمومی داروسازی در داروخانه فعال نیست و در روز نیز عموماً خدماتی به‌عنوان مشاروه ارائه نمی‌شود. در بسیاری موارد نیز کلیه خدمات داروخانه توسط تکنسین داروخانه که با حقوق بسیار ناچیز فعالیت می‌کند انجام می‌شود. از سویی به گفته رئیس انجمن داروسازان ایران تنها در تهران امتیاز ۷۰٪ داروخانه‌ها از سوی داروسازان به افراد غیر متخصص واگذار شده‌است و بخش عمده‌ای از فضا و فعالیت داروخانه‌ها نیز به فروش لوازم و محصولات آرایشی و غیر دارویی اختصاص یافته‌است.
مالکان داروخانه‌ها اصرار دارند تا با دریافت حق فنی از مردم؛ بخشی از حقوق و مزایای مسئول فنی دارخانه ( داروساز) را به‌جای پرداخت از سود داروخانه؛ از جیب مردم تأمین کنند. به همین دلیل اصرار دارند که همچنان به دریافت غیرقانونی حق فنی ادامه دهند. انجمن داروسازان ایران در بخشنامه پیشنهادی خود حداقل حقوق پایه داروساز (مسئول فنی) داروخانه را در سال ۱۳۹۹ مبلغ ۸ میلیون تومان در نظر گرفته و در کنار آن ۱۲٪ از حق فنی را نیز به داروساز تخصیصی داده‌است. بدین ترتیب با زیرکی پرداخت بخشی از حقوق داروساز و مسئول فنی از این دریافتی غیر قانونی از جیب مردم تأمین می‌گردد.
در یک گزارش شماره ۵۴۴۶/۳۰–۳۰/۲/۱۳۷۱دفترفنی مالیاتی در سال ۱۳۷۲ مبلغ دریافتی حق فنی داروخانه‌ها از مالیات نیز معاف تشخیص داده شده‌است.

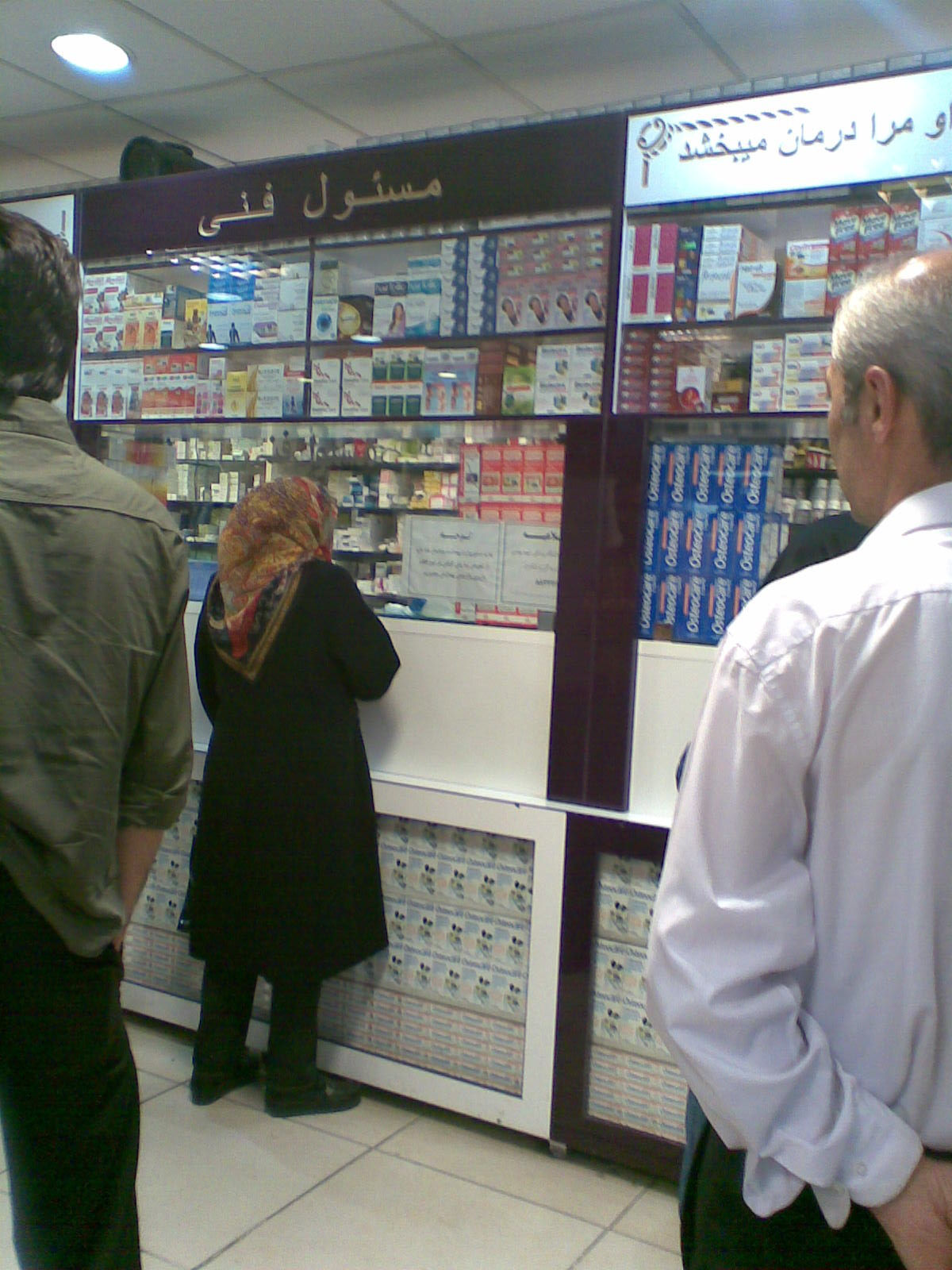
یکی از رونامه‌های ایران در مقاله ای با عنوان «نا حقی به نام حق فنی» می‌نویسد:از ۱/۱/۱۳۸۴ طبق تصویب‌نامه شماره ۷۱۸۵۷ مورخ ۹/۱۲/۸۳ هیئت دولت بدون پشتوانه قانونی تمدید شده‌است و دولت وقت در تصویب آن به مواد ۸ و ۹ قانون بیمه خدمات همگانی مصوب سال ۷۳ استناد کرده‌است (۱) درحالی که این مواد قانونی نمی‌تواند منتج به اخذ وجه اضافی از مردم در قبال خرید یک کالا باشد.

برخی از حامیان دریافت حق فنی از جمله رئیس اسبق سازمان غذا و دارو ( رسول دیناروند) متهم به فساد هستند.

## تاریخچه دریافت حق فنی
داروسازان از سال ۱۳۶۵ و در دوران جنگ که عملاً فروش لوازم آرایشی ممنوع و فروش و تولید محصولات بهداشتی نیز در سطح کشور بسیار پایین و سود فروش دارو نیز اندک و قیمت‌ها توسط دولت تثبیت می‌شد با مجوز هیئت دولت داروخانه‌ها توانستند مبلغ ۵۰ ریال به‌عنوان حق فنی بر نسخه اضافه کنند.درحالی‌که پس از پایان شرایط جنگی قیمت دارو در کشور آزاد و پیاپی افزایش یافته و شرایط جنگی نیز خاتمه یافته‌است داروخانه‌ها با پشت گرمی وزارت بهداشت همچنان این مبلغ را دریافت و حتی این مبلغ به مروز زمان چند صد برابر شده تا جاییکه در سال ۱۳۹۳ به مبلغ ۱۶۰۰ تومان رسیده‌است. داروخانه‌ها که به این منبع درآمدی بی دردسر عادت کرده‌اند به هیچ طریق راضی به از دست دادن این رانت نیستند و همچنین دریافت درصدی از قیمت دارو به‌عنوان حق او تی سی OTC اصرار دارند. حق فنی بارها از سوی دیوان عدالت اداری منبع شده‌است اما با حمایت وزارت بهداشت همچنان دریافت می‌شود. این روش دیدگاه منتقدان که وزارت بهداشت عملاً به وزارت پزشکان تبدیل شده را تأیید می‌کند. پزشکان درحالی ادعا می‌کنند که حق فنی را برای ارائه مشاوره دارویی دریافت می‌کنند که به گفته رئیس انجمن داروسازان همین داروسازان ۷۰ در صد داروخانه‌های را به افراد غیر پزشک فروخته‌اند بدون هیچ نگرانی بابت تبعات این موضوع بر سلامتی مردم. همچنین در اغلب موارد یا داروساز در داروخانه نیست نسخه پیچ با درآمدی بسیار ناچیز کار وی را انجام می‌دهد یا داروساز عملاً هیچ مشاوره دارویی ارائه نمی‌کند.

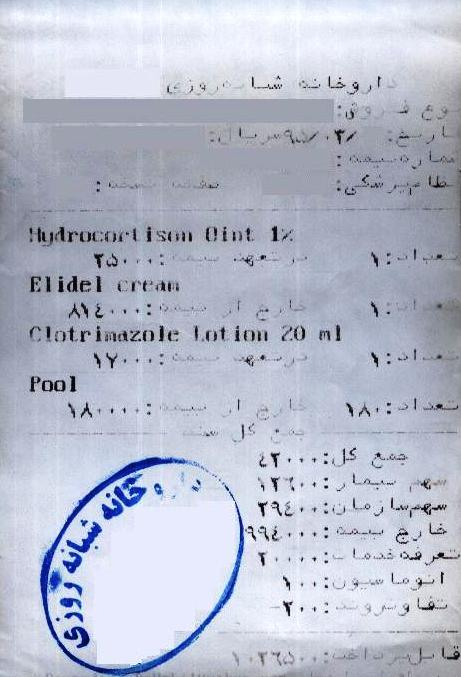
مبلغ حق فنی به میزان ۲۰۰۰ تومان دیده می‌شود. مرکز پژوهش‌های مجلس در گزارش خود اعلام کرد که مبلغ حق فنی در آن سال بالغ بر حدود ۲۱۷ میلیارد تومان بوده‌است که به‌طور غیر قانونی توسط داروخانه داران دریافت می‌شود.

نه تنها تلاشهای قانونی برای حذف حق فنی در برابر لابی داروسازان و حمات وزارت بهداشت از آنان به نتیجه نرسید بلکه داروخانه داران لابی‌های گسترده‌ای برای کاهش نظارت برخورد در سال ۱۳۹۳ انجام دادند.
با لابی‌های صورت گرفته در سال ۱۳۹۳ نظارت بر داروخانه‌ها از وزارت بهداشت به سازمان نظام پزشکی تفویض شد (برای چند ماه آزمایشی و سپس دایمی) درحالی‌که نظام پزشکی به دلیل عدم انجام وظایف پیشین خود مبنی بر نظارت بر پزشکان با انتقادات متعدد روبرو بود. همچنین با لابی‌های صورت گرفته میان انجمن داروسازان و سایر سازمانها، کارشناسان سازمان تعزیرات حکومتی به تنهایی و بدون نماینده علوم پزشکی نباید وارد داروخانه شود.
دریافت وجوه غیرقانونی در سایر بخش‌های پزشکی از مردم نیز به مرور زمان رواج یافته از جمله برخی پزشکان زنان و زایمان دستگاه سونوگرافی در مطب قرار داده و به‌جای ارجاع زنان باردار به مراکز سونوگرافی شخصاً اقدام کرده و مبالغی زیادی به زنان باردار تحمیل می‌کنند. درحالی‌که استاندارد سونوگرافی در طول ۹ ماه بارداری ۳ بار است برخی پزشکان زنان و زایمان تا به‌طور ماهانه سونوگرافی انجام می‌دهند. به گفته رئیس انجمن رادیولوژی ایران نرخ تعرفه مصوب سال ۹۳ برای انجام سونوگرافی ۳ بعدی از جنین توسط رادیولوژیست حداکثر ۱۲۰ هزار تومان است، در حالی که برخی از متخصصان زنان گاهی تا ۵۰۰ هزار تومان هم اخذ می‌کنند. افراط در سونوگرافی باعث ایجاد فرهنگ تولید آلبوم عکس از جنین در ایران شده‌است.
داروسازان از طریق فروش مجوز داروخانه نیز دارای درآمد هستند. در سال ۱۳۹۸ بین ۸۰۰ میلیون تا ۱۱ میلیارد تومان مورد اشاره قرار گرفته‌است.

## عدم وجود حق فنی در سایر کشورها
وبگاه شفا آنلاین به نقل از دکتر حقگو فارغ‌التحصیل و داروساز در آلمان و عضو انجمن داروسازان آلمان نوشت که حق فنی در هیچ‌کجای آلمان و اروپا در داروخانه‌ها از بیماران دریافت نشده و اجحاف است. داروخانه داران تلاش دارند اثبات کنند که در خارج از ایران نیز چیزی بنام حق فنی وجود دارد.

## اقدامات نهادهای قانونی و نظارتی برای لغو حق فنی
نهادهای قانونی همچون دیوان عدالت اداری و نهادهای نظارت همچون سازمان بازرسی کل کشور و سازمان تعزیرات سالها بر غیرقانونی بودن دریافت حق فنی تأکید کرده و اقدامات تعددی برای لغو آن صورت داده‌اند؛ هرچند با حمایت وزارت بهداشت که عملاً در کنترل پزشکان است این تلاشها تا کنون نا فرجام مانده‌است. صاحبان داروخانه‌ها با حمایت وزارت بهداشت از روشهای متعددی برای تداوم دریافت حق فنی بهره می‌برند.

### گزارش مرکز پژوهش‌های مجلس
مرکز پژوهش‌های مجلس در گزارشی در سال ۱۳۸۷ در کنار دیوان عدالت اداری بر غیرقانونی بودن این دریافت تأکید و تنها میزان حق فنی دریافت شده را در روز (حق فنی شبها و همچنین ق OTC که روز و شب بر روی داروهای بدون نسخه اضافه می‌شود لحاظ نشده) بیش از ۲۱۷ میلیارد تومان (به نرخ آن سال) سود غیرقانونی را نسیب داروخانه‌ها می‌کند. مرکز پژوهشها همچنین این ادعای داروخانه داران مبنی بر دریافت این پول در ازای ارائه مشاوره را رد کرده و تأکید کرد:
 استفاده از علم و توانایی‌های مختلف در امر داروسازی جزء وظایف شغلی داروساز است که به موجب آن صلاحیت اداره داروخانه به ایشان اعطا شده‌است و نمی‌توان آن را کالایی جداگانه تلقی و هزینه دیگری را علاوه بر سود متعارف فروش دارو و محصولات ارائه شده در داروخانه از بیماران مطالبه کرد همچنانکه برای سایر مراکز پاراکلینیکی دارای مسئول فنی (مانند مراکز تصویربرداری و آزمایشگاهی و…) چنین حقی در نظر گرفته نشده‌است و در صورتی که پرداخت حق فنی در داروخانه‌ها دارای توجیه باشد، مسئولین فنی سایر مراکز پاراکلینیکی نیز می‌توانند چنین تقاضایی را برای دریافت حق فنی مطرح کنند. با توجه به اینکه موضوع دریافت «حق فنی» در داروخانه‌ها در حال تبدیل‌شدن به یک حق غیرقابل خدشه است و در شرایطی که بیماران به قدر کافی از بالا بودن سرسام‌آور قیمت دارو ناراضی هستند و شرایط و دلایل ایجاد حق فنی نیز رفع شده و مجوزهای قانونی اخذ حق فنی نیز توسط قوانین ناسخ و منسوخ از جمله ماده ۹۰ قانون چهارم توسعه کشور لغو شده‌است، بنابراین لازم است هر چه سریع‌تر و به نحو مقتضی نسبت به حل این مسئله اقدام شود.

## شکایت سازمان بازرسی کل کشور به دیوان عدالت اداری

در دوران جنگ در سال ۱۳۶۵ وزارت بهداشت به دلیل اقتصاد جنگی به داروخانه‌ها اجازه داد روی هر نسخه ۵۰ ریال دریافت کنند. این مبلغ هم‌اکنون با چند هزار درصد افزایش به 313000 ریال رسیده و حتی با وجود غیرقانونی اعلام شدن توسط دیوان عدالت اداری همچنان دریافت می‌شود. معاون شورایعالی نظام پزشکی این مبلغ را کم نیز می‌داند. به گزارش مرکز پژوهشهای مجلس به در سال ۱۳۸۷ و براساس نرخ آن سال دریافتی داروخانه‌ها از محل حق فنی که روزها دریافت می‌شود؛ سالانه ۲۱۷ میلیارد تومان بوده‌است.

سازمان بازرسی کل کشور در شکواییه‌ای به دیوان عدالت اداری در خرداد ۱۳۸۸ دریافت حق فنی توسط داروخانه‌ها را به دلایل زیر غیرقانونی اعلام کرد و خواستار ابطال مصوبه وزارت بهداشت شد:
«از آنجا که در ماده ۲۱ آیین‌نامه داروخانه‌ها مصوب ۱۳۶۷ و اصلاحیه بعدی آن هیچ‌یک از وظایف مسئول فنی داروخانه‌ها واجد وصف تشخیصی و درمانی نبوده و در ماده ۸ قانون بیمه همگان خدماتی درمانی هم هیئت وزیران تنها مکلف به تعیین تعرفه خدمات تشخیصی و درمانی شده‌است، لذا مصوبه هیئت وزیران به شماره ۷۱۸۵۸/ت۳۲۳۱۹ ه‍ مورخ ۹/۱۲/۱۳۸۳ که در آن به استناد ماده ۸ و ۹ قانون موصوف مبادرت به تجویز اخذ وجوهی تحت عنوان (حق ارایه خدمات فنی) شده‌است، خلاف قانون تشخیص می‌گردد»
هیئت عمومی دیوان عدالت اداری نیز پس از بررسی رای خود را مبنی بر غیرقانونی بودن مصوبه دولت برای دریافت حق فنی چنین ابراز داشت: «حکم مقرر در ماده ۸ قانون بیمه همگانی خدمات درمانی کشور مصوب ۱۳۷۳ مصرح در تعیین تعرفه خدمات تشخیصی و درمانی بر اساس ضوابط قانونی مربوط است. نظر به اینکه وظایف و مسئولیتهای قانونی مسئول فنی داروخانه [داروساز] از مصادیق خدمات تشخیصی و درمانی محسوب نمی‌شود، بنابر این مصوبه شماره ۷۱۸۵۸/ت۳۲۳۱۹ ه‍ مورخ ۹/۱۲/۱۳۸۳ هیئت وزیران که تکالیف مسئول فنی داروخانه را در زمره امور تشخیصی و درمانی قلمداد کرده و آنان را در قبال ارائه دارو ذی‌حق به دریافت مبلغ مشخصی به عنوان حق ارائه خدمات فنی اعلام داشته‌اند، بلحاظ عدم انطباق با مصادیق مقرر در ماده ۸ قانون مذکور خلاف قانون و خارج از حدود اختیارات قوه مجریه در وضع مقررات دولتی تشخیص داده می‌شود و با استناد به قسمت دوم اصل ۱۷۰ قانون اساسی جمهوری اسلامی ایران و ماده یک و بند یک ماده ۱۹ و ماده ۴۲ قانون دیوان عدالت اداری مصوب ۱۳۸۵ ابطال می‌شود.»

## رای دوم دیوان عدالت اداری مبنی بر غیرقانونی بودن حق فنی
قبل از سال ۱۳۵۹ دکتر داروساز مسئولیت فنی داروخانه را داشت و سرمایه‌گذار می‌توانست غیر از داروساز نیز باشد. اما از سال ۱۳۵۸ امتیاز تأسیس داروخانه فقط به داروساز داده شده‌است و لاغیر در حالی که سرمایه هیچ ارتباطی به مسئولیت فنی و پروانه نداشته و ندارد کما اینکه سرمایه‌گذار در ساخت دارو (در کارخانجات داروسازی) غیر از دارنده پروانه ساخت است که ممکن است دکتر داروساز یا متخصص شیمی باش… دکتر داروساز در ازاء ارائه دارو که انحصاراً در داروخانه فروخته می‌شود سود فروش خود را به دست می‌آورد و تحمیل حق فنی مذکور مبنای قانونی ندارد… و شرکتهای تولید دارو سود داروخانه‌ها را نیز در مجموع قیمت هر دارو تعیین نموده‌اند.— بخشی از یکی از چندین شکواییه مطرح شده در دیوان عدالت اداری بر علیه دریافت حق فنی
در سال ۱۳۹۳ رئیس دیوان عدالت اداری مصوبه تازه هیئت وزیران پیرامون حق فنی را به هیئت عمومی ارجاع داد. در این رای با یادآوری نظر قبلی دیوان در سال ۱۳۸۳ که اجرای آن الزام‌آور است آمده‌است: «بند ۱۵ ماده ۱ قانون تشکیلات و وظایف وزارت بهداشت، درمان و آموزش پزشکی مصوب سال ۱۳۶۷، ناظر بر تعیین مبانی محاسبه هزینه‌های خدمات تشخیصی، درمانی و دارویی و بهزیستی به وزارت بهداشت، درمان و آموزش پزشکی است و تعیین مبانی غیر از تجویز تعیین مبالغی تحت عنوان تعرفه خدمات حرفه‌ای یا فنی داروسازان می‌باشد. ثالثاً: در بند هـ ماده ۳۸ قانون برنامه پنج ساله پنجم توسعه جمهوری اسلامی ایران که مبنای صدور مصوبه مورد اعتراض می‌باشد تعیین تعرفه سلامت صرفاً برای ارائه دهندگان خدمات بهداشت، درمان و تشخیص مورد حکم قرار گرفته‌است و راجع به تعیین تعرفه اخذ مبالغی به عنوان حق فنی یا خدمات حرفه‌ای توسط داروخانه‌ها که خدمات آنها از مصادیق خدمات تشخیصی، درمانی محسوب نمی‌شود متضمن حکمی نیست. ضمن این که طبق ماده ۲۲۶ قانون برنامه پنجم مورد اشاره «احکام قوانین و مقرراتی که لغو یا اصلاح آنها مستلزم ذکر یا تصریح نام است در صورت مغایرت با احکام این قانون در طول برنامه موقوف الاجرا» قلمداد شده‌است. بنا به مراتب، مقرره مورد اعتراض مستنداً به بند ۱ ماده ۱۲ و ماده ۸۸ قانون تشکیلات و آیین دادرسی دیوان عدالت اداری مصوب سال ۱۳۹۲ ابطال می‌شود.»
در پی این رای رئیس سازمان تعزیرات حکومتی کرمانشاه اعلام کرد که داروخانه‌ها مجاز به دریافت حق فنی نیستند و این اقدام خلاف است و گشت‌های این سازمان با در یافت حق فنی برخورد خواهند کرد.

## دریافت حق فنی به بهانه‌ای دیگر

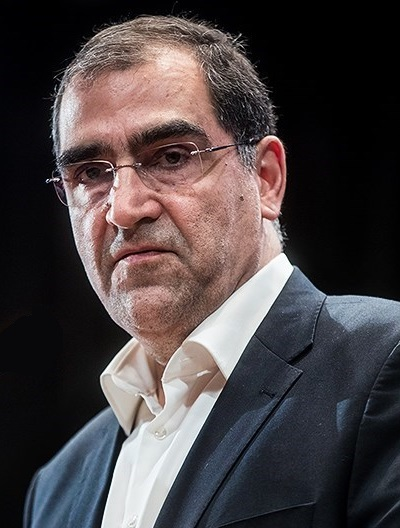
سید حسن قاضی‌زاده هاشمی هاشمی وزیر بهداشت دولت اول حسن روحانی بر دریافت غیرقانونی حق فنی از طریق لابی با دیوان عدالت اداری تأکید کرد و گفت: «امیدواریم با دیوان عدالت اداری به توافق برسیم! و از مسیرهای دیگر بتوانیم مشکل تعرفه حق فنی داروخانه‌ها را برطرف کنیم!»

پس از اعلام موضع دیوان که برای بار دوم بر غیرقانونی بودن حق فنی و رای اول خود اصرار داشت، ضمن جنجال گسترده از سوی داروسازان و تهدید و لابی‌های متنوع معاون غذا و داروی وزارت بهداشت رسول دیناروند ادعا کرد که با ابطال این مصوبه تنها افزایش سالانه حق فنی لغو شده و اصل آن پا برجاست و فعلاً همان رقم سال ۱۳۹۲ دریافت می‌شود. این در حالی است که در رای دیوان صراحتاً دریافت هر مبلغی توسط داروخانه غیرقانونی اعلام شده‌است. همچنین رئیس دیوان عدالت اداری در مصاحبه با خبرگزاری میزان وابسته به قوه قضائیه گفت:
مطلقاً داروخانه‌ها حق دریافت هیچ وجهی را از مردم تحت عنوان حق فنی ندارند اما در قانون وزارت بهداشت و درمان یک اختیاری را به وزارت بهداشت، درمان و آموزش پزشکی داده‌است تا تعرفه دارویی را مشخص کند و مصوبه ابطال شده در مورد حق فنی داروخانه‌ها بوده‌است.
پس از حدود یک ماه در نیمه مرداد ۱۳۹۳ مدیرکل داروی وزارت بهداشت مهدی پیر صالحی مدعی شد «ما نیز به‌طور قانونی باید از رای دیوان عدالت اداری پیروی می‌کردیم به همین دلیل به تمام داروخانه‌ها اعلام شد که از آن تاریخ به بعد حق فنی دریافت نکنند.» این در حالی است که در هنگام اعلام رای دیوان رسول دیناروند معاون غذا و دارو همچنان بر گرفتن حق فنی توسط داروخانه تأکید کرده بود.
به ادعای وی وزارت بهداشت با مستمسک قرار دادن قانونی دیگر (که البته نامی از آن قانون نمی‌برد) بهانه تازه‌ای یافته و به داروخانه‌ها اعلام کرده‌است تا همچنان به دریافت حق فنی از مردم ادامه دهند آنهم درحالی‌که دیوان عدالت اداری در رای خود داروخانه‌ها را ذی‌حق برای در یافت هیچ مبلغی جز بهای دارو ندانسته بود.
از اظهارات رئیس دفتر حوزه ریاست دیوان عدالت اداری مبنی بر آنکه «اگر مصوبه‌ای را بعداً بگذرانند که برابر با موازین قانونی صادر شده باشد، در اجرای آن حرفی نداریم و برای همه لازم‌الاجرا خواهد بود.» بر می امد که لابی قدرتمند پزشکان اثر خود را گذاشته‌است.
هیچ‌یک از مسولان در دیوان عدالت اداری، معاونت امور مجلس وزارت بهداشت و روابط عمومی و مسئولان سازمان غذا و دارو حاضر به توضیح و پاسخگویی به خبرنگار روزنامه خراسان نشدند.
در آخرین تلاشها داروسازان با حمایت سازمان نظام پزشکی در پی آن هستند که حق فنی را وارد کتاب تعرفه پزشکی کشور کنند. نایب رئیس شورایعالی نظام پزشکی مدعی شد: «انجمن داروسازان نیز موظف است بنا براصل وجودی اش و با دلایل علمی و قوی از جایگاه تعرفه در نظام سلامت دفاع کند و درج حق ارایه خدمات دارویی را در کتاب تعرفه‌ها یا کتاب ارزش‌های نسبی خدمات سلامت، پیگیری کند.»
نهایتاً در سال ۱۳۹۴ این کار توسط وزارت بهداشت انجام شد.

### سومین رای دیوان عدالت اداری مبنی بر غیرقانونی بودن حق فنی
پس از آنکه داروخانه داران با لابی در وزارت بهداشت در بهمن ۱۳۹۸در تلاشی تازه حق فنی را در قالب مقرره ای با عنوان «تعرفه خدمات سرپایی دارویی در داروخانه‌های دولتی و خصوصی» را به تصویب رساند؛ هیئت عمومی دیوان عدالت اداری بر اساس ماده ۹۲ قانون تشکیلات و آئین دادرسی دیوان عدالت اداری با دعوت از نمایندگان وزارت بهداشت و سایرین بر گزار و هیئت عمومی بر غیرقانونی بودن مقرره وزارت بهداشت و دریافتی داروخانه داران تأکید کرد.
معاون نظارت و بازرسی دیوان عدالت اداری در این باره گفت:
در خصوص حق فنی داروخانه‌ها به موجب ماده ۸ قانون بیمه همگانی، آنچه که به دولت اختیار داده شده مربوط به تعرفه خدمات تشخیصی و درمانی است و دیوان عدالت اداری اعتقاد دارد موضوع حق فنی داروخانه‌ها از مصادیق خدمات تشخیصی و درمانی نیست. به استناد بند ۱۵ ماده یک قانون اهداف، وظایف و تشکیلات وزارت بهداشت؛ خدمات تشخیصی، درمانی و دارویی بیان شده‌است و اگر خدمات دارویی جزو خدمات تشخیصی و درمانی بود، قانونگذار آن را به‌عنوان یک بند جداگانه بیان نمی‌کرد و وقتی به عنوان بند جداگانه بیان کرده‌است حکایت از این دارد که تشخیصی و درمانی جدا هستند و دارویی هم جداست. ماده ۸ قانون بیمه همگانی فقط تعرفه خدمات تشخیصی و درمانی را بیان کرده‌است و نسبت به امور دارویی صحبتی نمی‌کند و اینکه اجازه داده شود وجوهی از مردم بابت خدمتی که ارائه می‌شود، دریافت شود باید مبنای قانونی داشته باشد که در اینجا ندارد. بر همین اساس دیوان عدالت اداری در آرای متعددی نسبت به این موضوع ورود کرد و چندین سال این موضوع در دیوان ابطال شد و وزارت بهداشت هم دوباره مصوب می‌کرد و بازهم به دیوان شکایت شد که دیوان هم ابطال کرد. بر همین اساس مبلغی که داروخانه‌ها تحت عنوان حق فنی دریافت می‌کردند، مبنای قانونی نداشت و بعد از این داروخانه‌ها تغییر عنوان دادند که تغییر عنوان حق فنی به عنوان خدمات سرپایی دارویی موضوع را عوض نمی‌کند و ماهیت را تغییر نمی‌دهد و وقتی مبنای پرداخت و دریافت وجود ندارد با تغییر عنوان، مجوز قانونی درست نمی‌شود.